# Весп
Весп (хол. Weesp) је град у Холандији, у покрајини Северна Холандија. У граду је 2014. године живео 18.231 становник. Будући да се налази у близини Амстердама, Весп је популарно свратиште туриста који из престонице крећу пут Хага или Ротердама. У близини града је Нардермер, први природни резерват у Холандији.